# Måskosjaure (Arjeplogs socken, Lappland)
Måskosjaure, Måskosjávre är en sjö i Arjeplogs kommun i Lappland och ingår i Skellefteälvens huvudavrinningsområde. Denna sjö saknar tydligt namn på Lantmäteriets kartor, men ligger strax nedanför Måskosjaure, Lappland. 